# Karl Friedrich Ludwig von Hahn
Karl Friedrich Ludwig von Hahn (* 8. Dezember 1795 in Breslau; † 23. März 1865 in Berlin) war ein preußischer General der Infanterie.

## Leben

### Herkunft
Seine Eltern waren der preußische Oberstleutnant Gustav Christoph Leopold von Hahn (1756–1822) und dessen Ehefrau Friederike Sophie, geborene Lehmann (1773–1819). Sein Vater war Chef der Garnisonskompanie im 20. Infanterie-Regiment.

### Militärkarriere
Am 1. Mai 1805 kam Hahn als Gefreitenkorporal in das Füsilier-Bataillon Nr. 10 der Preußischen Armee. Durch die Niederlage Preußens im Vierten Koalitionskrieg gegen Frankreich wurde er 1807 inaktiv gestellt. Am 1. September 1809 kam er als Kanonier in das Schlesische Artillerie-Bataillon und avancierte bis Mitte November 1811 zum Sekondeleutnant. Während der Befreiungskriege kämpfte er in den Schlachten bei Dresden, Kulm, Laon, Paris sowie bei der Blockade von Erfurt sowie in den Gefechten bei Issy, Oulchy und Claye.
Am 19. Juni 1815 folgte seine Beförderung zum Premierleutnant und als solcher kam Hahn am 23. Mai 1816 zur Brandenburgischen Artillerie-Brigade. Am 30. März 1817 wurde er Kapitän und am 10. Oktober 1817 Adjutant der Generalinspektion der Artillerie sowie Mitglied der Artillerie-Prüfungskommission. Mit Patent vom 20. Februar 1830 wurde Hahn am 15. Februar 1830 zum Major befördert und zum Abteilungskommandeur in der 5. Artillerie-Brigade ernannt. Am 7. Dezember 1831 folgte seine Versetzung zur Garde-Artillerie-Brigade. Zwei Jahre später schickte man ihn mit einer persönlichen Empfehlung nach Russland, um die dortige Artillerie zu begutachten. Hahn erhielt den Orden der Heiligen Anna II. Klasse und für den Bericht 1834 den Roten Adlerorden IV. Klasse sowie am 26. November 1834 den Sankt-Stanislaus-Orden II. Klasse. Am 29. Januar 1835 wurde Hahn Mitglied der Prüfungskommission der Premierleutnants der Artillerie und Mitte September 1835 stieg er zum ersten Adjutanten der Generalinspektion der Artillerie auf. Am 30. September 1835 bekam er zusätzlich die Brillanten zum Orden der Heiligen Anna II. Klasse.
Im Jahr 1839 erhielt er auch den türkischen Orden der Tapferkeit und das Ritterkreuz des Guelphen-Ordens. Am 10. September 1840 wurde Hahn zum Oberstleutnant befördert, am 5. Juni 1841 wurde er Chef des Stabes der Generalinspektion der Artillerie, blieb aber weiter der Garde-Artillerie zugeordnet. Kurz danach – am 3. Juli 1841 – wurde er Protokollführer der Prüfungskommission für militärwissenschaftliche und technische Gegenstände. Am 28. März 1843 erfolgte die Beförderung zum Oberst und am 22. August 1843 wurde er zusätzlich Flügeladjutant von König Friedrich Wilhelm IV. Am 27. März 1847 wurde er Brigadier der Garde-Artillerie-Brigade. Ab dem 29. Juli 1848 war er Chef des Stabes beim Oberkommando in den Marken und in dieser Eigenschaft avancierte Hahn am 11. September 1848 zum Generalmajor.
Am 16. März 1849 kam er als Chef des Stabes des Bundesheeres zu General von Prittwitz in Schleswig, nahm am Feldzug gegen Dänemark teil und erhielt für sein Wirken die Schwerter zum Roten Adlerorden II. Klasse mit Eichenlaub. Am 4. Oktober 1849 wurde er zum Inspekteur der 2. Artillerie-Inspektion ernannt, blieb aber an der Grenze Holstein-Lauenburg stationiert. Am 16. Oktober 1849 erhielt Hahn den Befehl über die in den Herzogtümer Schleswig und Holstein stationierten Truppen. Am 26. September 1850 kam Hahn als Kommandant nach Berlin, dafür erhielt er ab dem 17. Oktober 1850 eine Zulage von 1200 Talern. Aber bereits am 4. November 1851 wurde er als Kommandant nach Mainz versetzt und übernahm zeitgleich auch die Führung der dortigen Besatzungsbrigade. Am 22. März 1853 wurde er zum Generalleutnant befördert und am 30. März 1854 zum Generalinspekteur der Artillerie ernannt. Am 25. Mai 1854 erhielt Hahn das Großkreuz des Verdienstordens Philipps des Großmütigen. Am 22. Juli 1854 wurde er zum zweiten Kurator der Artillerie- und Ingenieur-Schule ernannt. Er empfing weitere Orden, so das Großkreuz des Ritterordens von Avis, am 22. Dezember 1855 wurde er Ritter des Johanniterordens, am 26. Juni 1856 wurde ihm der Russischen Orden der Heiligen Anna I. Klasse verliehen, dazu erhielt er am 25. August 1857 die Brillanten. Am 24. Dezember 1857 bekam er den Roten Adlerorden I. Klasse mit Schwertern am Ringe sowie am 15. Juni 1858 die Erlaubnis, den vom Großfürsten Michael verliehenen Säbel zu tragen. Am 7. Dezember 1858 wurde er à la suite des Garde-Artillerie-Regiments gestellt und am 31. Mai 1859 zum General der Infanterie befördert. Dazu wurden Hahn die Brillanten zum Roten Adlerorden I. Klasse verliehen. Des Weiteren verlieh man ihm am 28. August 1860 die Großkreuze des Guelphen-Ordens, des Ordens vom Zähringer Löwen, am 21. Oktober 1860 das Großkreuz des Albrechts-Ordens, am 3. November 1860 das Ehrengroßkreuz des Oldenburgischen Haus- und Verdienst-Ordens, am 8. November 1860 das Großkreuz des Österreichischen Leopolds-Ordens, am 11. April 1861 das Großkreuz des Verdienstordens der Bayerischen Krone, am 8. Juni 1861 das Großkreuz des Wilhelmsordens, am 24. August 1861 das Großkreuz des Militär- und Zivildienst-Ordens Adolfs von Nassau mit Schwertern.
Anlässlich der Krönungsfeierlichkeiten von König Wilhelm I. wurde Hahn am 18. Oktober 1861 zum Chef der Ostpreußischen Artillerie-Brigade ernannt und mit dem Großkreuz des Roter Adlerordens mit Schwertern am Ringe ausgezeichnet. Am 17. März 1863 wurde er zum Ritter des Schwarzen Adlerordens geschlagen. Am 20. Dezember 1864 wurde Hahn mit Pension zur Disposition gestellt.
Er starb am 23. März 1865 im Alter von 69 Jahren in Berlin. Beigesetzt wurde er auf dem Friedhof der Dorotheenstädtischen und Friedrichswerderschen Gemeinden an der Chausseestraße. Das Grab ist nicht erhalten.

### Familie
Hahn heiratete im Jahr 1821 Adelheid Christiane Pauline Elise Bertram. Aus der Ehe ging der Sohn Karl Leopold August (*/† 1822) und die Tochter Elisabeth (1823–1857) hervor, die 1855 Hans von Brixen heiratete.